# Grabmal des Grafen Gottfried IV. von Arnsberg

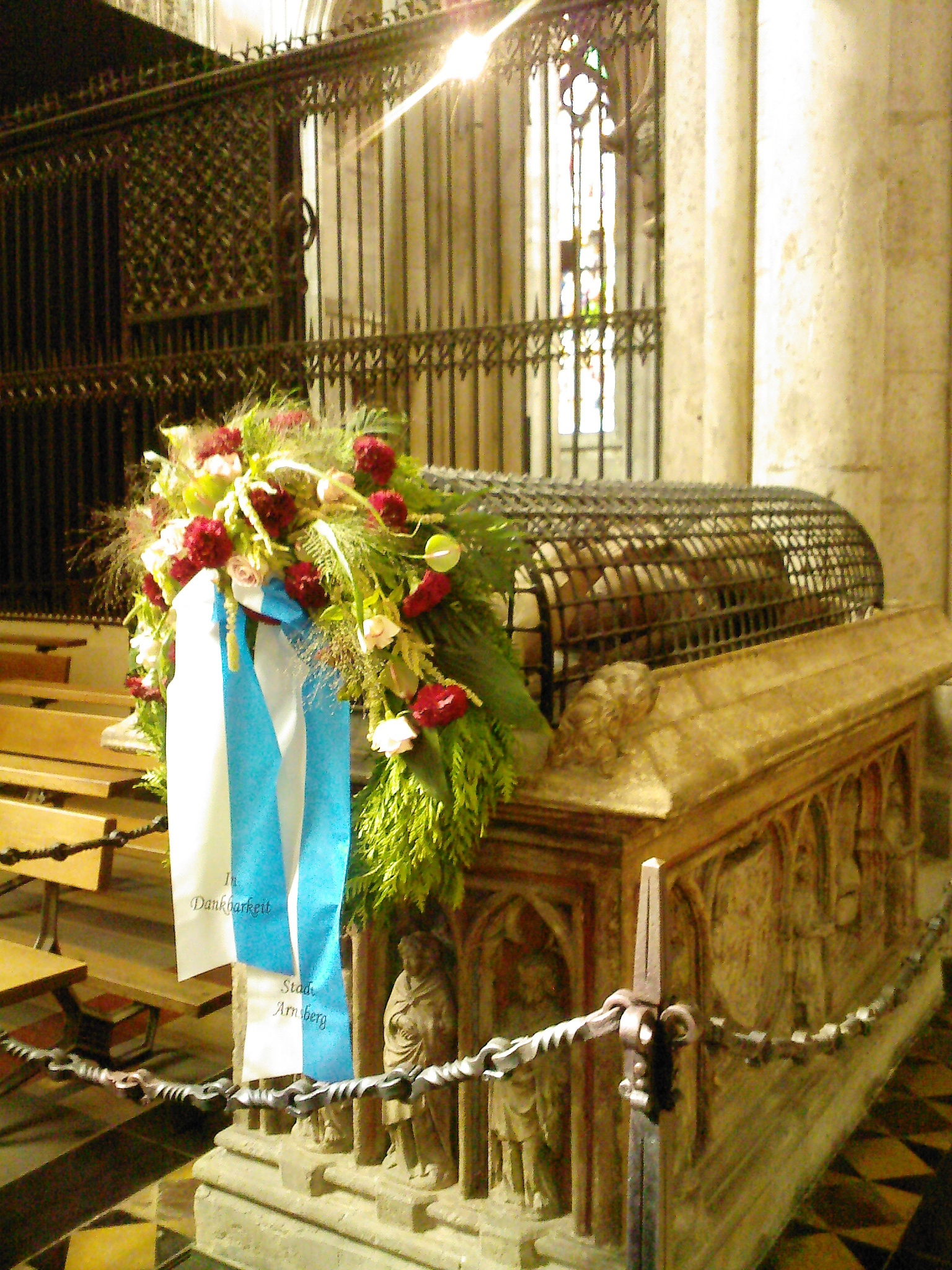
Grab von Gottfried IV. im Kölner Dom mit Kranz der Stadt Arnsberg anlässlich des Grafenbegängnisses 2009

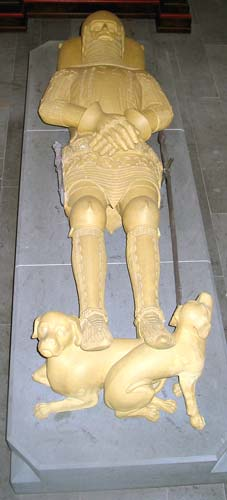
Grabmal von Graf Gottfried IV. (rekonstruierte Kopie) in der St.-Johannes-Kirche Arnsberg-Neheim

Das Grabmal von Graf Gottfried IV. von Arnsberg ist eines von nur zwei Grabmalen weltlicher Herrscher im Kölner Dom.

## Hintergrund
Der kinderlose Gottfried IV. verkaufte die Grafschaft Arnsberg an das Erzstift Köln. Dies ermöglichte die Arrondierung des kölnischen Territoriums in Westfalen zu dem geschlossenen Gebiet des Herzogtums Westfalen. Nach dem Verkauf der Grafschaft 1368 lebte er bis zu seinem Tod 1371 auf Burg Brühl. Aus Dankbarkeit für die Grafschaft wurde er im Dom bestattet.

## Beschreibung
In der Nähe des Abschlussgitters der Marienkapelle, die sich unmittelbar an die sieben um den Chorumgang angeordneten Kapellen vom Hochaltar aus gesehen links zwischen der südlichen Wand und der südlichen Pfeilerreihe des Chores anschließt, befindet sich das Grabmal des Grafen aus Sandstein. Die Wände des steinernen Sarkophages sind geschmückt mit trauernden Figuren, Wappen und Helmen. Die Bemalung mit Tempera und die Figuren sind stark beschädigt. Auf dem Sarkophag liegt ein Abbild des Grafen. Er ist in voller Rüstung in Lederpanzer, Kettenhemd und Helm dargestellt. Auf der Brust ist das Wappen der Grafschaft zu sehen. Schwert und Dolch sind nicht mehr vorhanden. Die Füße des Grafen ruhen auf zwei Hunden.

## Geschichte
Das Grabmal stammt aus der Zeit unmittelbar nach dem Tod des Grafen. Schon früh wurde die Figur mit einem Gitter geschützt, angeblich weil enttäuschte Erben oder ehemalige Untertanen sie verschiedentlich beschädigt hatten.
Das Grabmal ist alljährlich Ziel einer Abordnung von Bürgern aus dem Arnsberger Stadtteil Neheim, die zum Dank für den von Graf Gottfried der damaligen Stadt vermachten Wald einen Kranz niederlegen.

## Kopie
Eine Kopie des Grabmals befindet sich in der katholischen Pfarrkirche St. Johannes Baptist in Neheim.